# Forsthaus Rudolfshof
Forsthaus Rudolfshof (seit 1938 Rudolphshof) ist eine Wüstung auf dem Gebiet der Landgemeinde Wałcz (deutsch Deutsch Krone) in der Woiwodschaft Westpommern in Polen. Sie war ein Wohnplatz des Gutsbezirks Dyck (polnisch Dzikowo) im Landkreis Deutsch Krone und liegt zwei Kilometer südlich von Dzikowo.

## Geschichte
Der Wohnplatz hatte 1905 elf Einwohner. Der Gutsbezirk wurde später Landgemeinde und gehörte zum Amtsbezirk Preußendorf im Regierungsbezirk Marienwerder. Katholische Einwohner waren nach Klein Nakel eingepfarrt, Evangelische gingen in Deutsch Krone und seit 1889 in Rosenfelde zur Kirche.
Nach dem Ersten Weltkrieg verblieb der Landkreis beim Deutschen Reich und kam im November 1919 zum Verwaltungsbezirk Grenzmark Westpreußen-Posen (seit Januar 1921 Grenzmark Posen-Westpreußen). Im August 1922 wurde der Regierungsbezirk Schneidemühl neu gebildet, Umgliederungen erfolgten 1938 mit der Eingliederung in die Provinz Pommern. Mit dem Ende des Zweiten Weltkrieges kam das Gebiet an Polen, die deutschen Einwohner wurden vertrieben.